# 岡野包秀

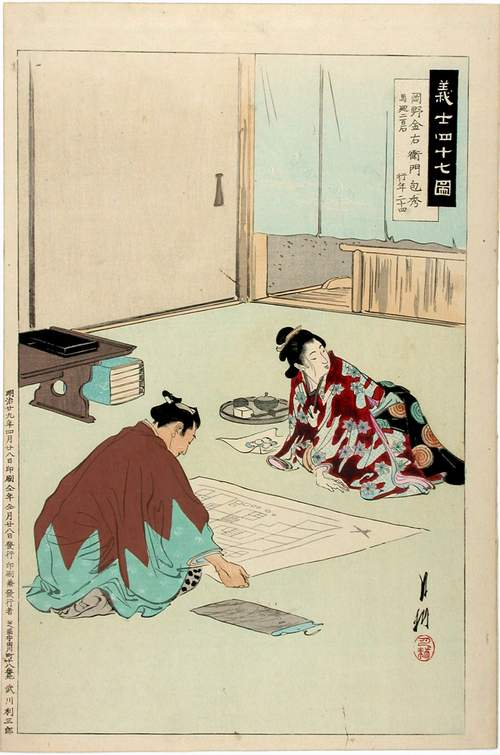
『義士四十七図　岡野金右衛門包秀』（尾形月耕画）

岡野 包秀 （おかの かねひで、延宝8年（1680年） - 元禄16年2月4日（1703年3月20日））は、江戸時代前期の武士。赤穂浪士四十七士の一人。岡野包住の子。通称は金右衛門（きんえもん）。本姓は藤原氏。家紋は釘貫。

## 生涯
延宝8年（1680年）、赤穂藩士・岡野包住（番使200石）の長男として赤穂に誕生。幼名は九十郎（くじゅうろう）。妾腹の子であるが、他に男子はいなかったので岡野家の嫡男となる。なお、伯父に小野寺秀和（父の実兄）がいる。
元禄14年（1701年）3月14日、主君・浅野長矩が吉良義央に刃傷に及んだ際にはまだ部屋住み（家督前）の身であった。4月、父・包住は大石良雄に神文血判書を提出し、岡野一家は赤穂田井村に住んだ。しかしその後、父が病に倒れたため、包秀が同志たちと連絡を取り合い、元禄15年（1702年）閏8月25日には病の父を残して武林隆重らとともに江戸へ下向し、堀部武庸借家に住んだ。
9月5日に父が死去した。包秀自身は一人息子であったが、遠く江戸に離れていたため、田井村民に任せ共同墓地に埋葬された。法名は定かでない。
包秀はせめてもの孝行との証として、自らの称を父と同じ「金右衛門」に改めた。その後、本所相生町の前原宗房の店に移ったといわれている。
同年12月15日（1703年1月31日）、吉良邸討ち入り時の際には表門隊に属した。十文字槍の使い手であり、狭い門から飛び出して来るものを突殺した（「小門の有を守らせ置候、案の如く爰に出あふ者を突伏申候」）。武林隆重が吉良義央を斬殺し、一同がその首をあげたあとは、伊予松山藩主松平定直邸に預けられた。松山藩では赤穂義士を罪人として扱い、厳しい対応をした記録が多数残る。同家家臣の加藤斧右衛門の介錯にて切腹するが、これはまだ処分（切腹の沙汰）も決まってない時期に、既に決められた人事であった。享年24。主君浅野長矩と同じ高輪泉岳寺に葬られた。法名は刃回逸剣信士。
俳人でもあり、放水子・竹原などの雅号を持ち、大高忠雄が編集した『俳諧二ツ竹』にも岡野の句が載っている。

## 創作
忠臣蔵の芝居では、女遊びに放蕩する大石内蔵助を諫めに行った父・岡野包住は、遊興に現を抜かす内蔵助に激怒してショックで頓死する。史実では病死。
大映や東映の映画『忠臣蔵』では、酒屋の手代に扮した岡野が吉良邸を探る処を、盗人の下見と怪しまれ役人や町民から皆で取り囲まれ、袋叩きにされる（作品によっては前原宗房にその役割が替えられる場合もある）。
義士銘々伝「恋の絵図面取」においては矢頭教兼と並ぶ美男子とされ、吉良邸絵図面をめぐるお艶（お杉、およねとなっている場合もある）との恋愛の題材で知られる。
前原の店で手代をしていた包秀は、客としてやってきた本所大工元締めの平兵衛の娘・お艶に近づいて恋人となり、彼女に吉良家の普請を請け負った平兵衛の持つ吉良邸絵図面を盗ませる。しかし恋人を騙してしまったことに自責の念を感じて、愛と忠義の狭間で苦悩する。討ち入りで吉良邸に居たお艶は、包秀の槍を受けて死ぬという内容になっている。
実際は、寺坂信行の筆記に「吉良邸絵図面は内縁を以って入手した」と書かれているため、事実とは考え難い。また「内縁」というからには、誰かの親族筋で手に入れたと思われるため、おそらく吉良が移ってくる前の屋敷の主だった松平信望家臣に親族がいる大石信清あたりが入手したと考えるのが自然とも考えられる。また、吉良邸を改築した本所横網の大工たちは、討ち入りがあった時、豆腐屋に次いで外桜田の上杉藩邸まで通報したり、日用品を差し入れたり吉良贔屓である。